# تیم ملی بسکتبال زنان بلژیک
تیم ملی بسکتبال زنان بلژیک، نماینده بلژیک در مسابقات بین‌المللی بسکتبال زنان است.